# Boyau (pneumatique)
 (signalé en août 2025).
Si vous disposez d'ouvrages ou d'articles de référence ou si vous connaissez des sites web de qualité traitant du thème abordé ici, merci de compléter l'article en donnant les références utiles à sa vérifiabilité et en les liant à la section « Notes et références ».
- Archive Wikiwix
- Bing
- Cairn
- DuckDuckGo
- E. Universalis
- Gallica
- Google
- G. Books
- G. News
- G. Scholar
- Persée
- Qwant
- (zh) Baidu
- (ru) Yandex
- (wd) trouver des œuvres sur Wikidata

Pour les articles homonymes, voir Boyau.
Le boyau est un type de pneu de vélo qui est cousu autour de la chambre à air pour former un tore. Le tout est ensuite collé sur une jante pour boyau. Les boyaux sont principalement utilisés dans les courses cyclistes, les courses de cross-country, le cyclisme sur piste et les disciplines sportives en salle.
Le boyau est considéré comme plus confortable et au rendement supérieur au pneu avec chambre à air.

## Structure
L'enveloppe d'un boyau est composée de deux à trois couches de tissu caoutchouté en coton ou en nylon, la carcasse, rendue adhérente sur la bande de roulement par une couche de caoutchouc, le protecteur, souvent renforcé par une ou deux bandes de tissu en dessous. Sur la face intérieure, l'enveloppe est cousue. Cette couture est protégée par une fine bande de couture textile collée.

## Montage et réparation
Les boyaux nécessitent des jantes qui possèdent une surface extérieure concave (le fond de jante), mais pas de rebords de jante. Les jantes pour boyau peuvent être construites de manière particulièrement légère et stable. Jusque dans les années 1950, les jantes en bois de caryer étaient courantes ; elles étaient certes plus légères que les jantes en aluminium de l'époque, qui étaient généralement basées sur un noyau en bois, mais leur fabrication était plus complexe et elles résistaient mal à l'humidité. Enfin, les jantes en bois étaient encore utilisées sur les vélos de piste et dans les courses sur route lors de certaines étapes de montagne. Les jantes modernes en fibre de carbone sont généralement conçues comme des jantes à boyau, ce qui a entraîné une renaissance des boyaux.

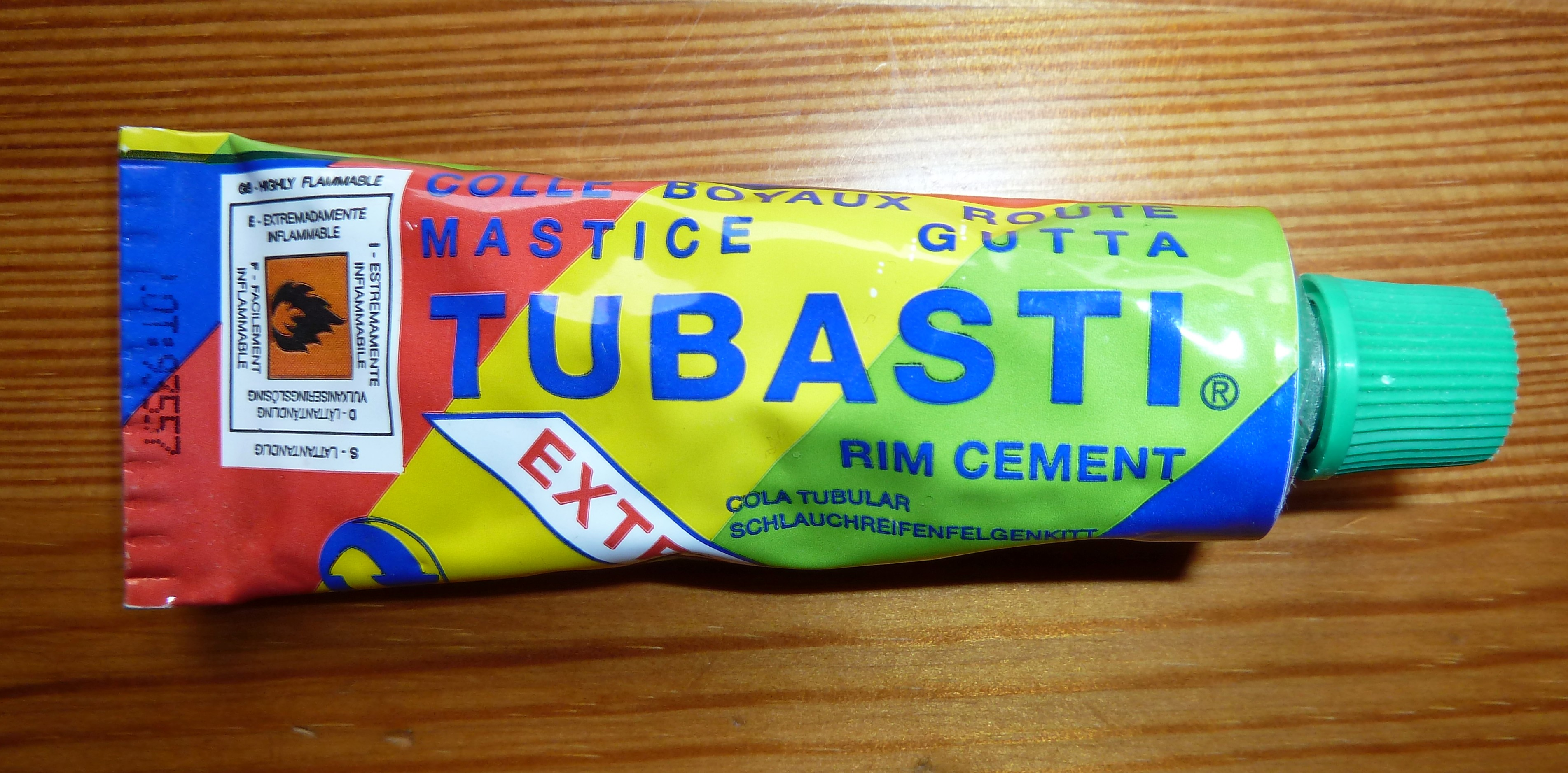
Colle pour boyaux

Pour maintenir les boyaux sur la jante, ils doivent être collés. Autrefois, une colle à base de gomme-laque était souvent utilisée à cet effet, surtout dans le cyclisme sur piste. Aujourd'hui, on utilise pour cela une colle visqueuse (appelée « mastic pour pneus » dans le jargon des coureurs cyclistes), ou du ruban adhésif pour jantes. Le ruban adhésif n'est pas autorisé en course.
En cas de défaut, le pneu est d'abord retiré de la jante. Souvent, le mastic à pneu adhérant à la jante colle encore suffisamment, de sorte qu'il suffit de presser le pneu de remplacement sur le fond de jante et de le gonfler. Si ce n'est pas le cas, la jante doit être complètement débarrassée des restes de colle et de la saleté à l'aide de papier de verre et/ou d'essence. Ensuite, selon le type de colle, on en applique une ou plusieurs couches à l'aide d'un pinceau. Pour finir, le boyau légèrement gonflé est également mouillé de colle au niveau de son joint de scellement et tendu sur la jante, si possible sans torsion.

## Avantages et inconvénients
Les principaux avantages sont une masse plus faible et une résistance au roulement réduite. La suppression des rebords de jante nécessaires pour les pneus à fils permet également d'obtenir des jantes beaucoup plus légères, par exemple en carbone massif. La résistance au roulement plus faible résulte surtout de la pression d'air élevée (jusqu'à 15 bars) dans le cyclisme sur piste, rendue possible par le type de construction du pneu à chambre à air.
Dans le cyclocross, on utilise les avantages de construction des boyaux pour obtenir des avantages de traction sur un sol mou avec une pression d'air très faible (parfois seulement 2,5 bars). Un autre avantage est que les boyaux ne peuvent pas se détacher de la jante en cas de perte de pression, ce qui réduit le risque de chute.
L'inconvénient est le temps et les coûts considérablement plus élevés en cas de crevaison. Le boyau doit être détaché de la jante et un nouveau doit être collé. La réparation du boyau n'est pas prévue, mais elle est en principe possible en coupant le pneu et en le recousant après la réparation du boyau, ce qui n'est toutefois possible qu'avec un peu de pratique. C'est la raison pour laquelle les boyaux ne sont utilisés pratiquement que dans le cyclisme professionnel. Un autre inconvénient est que la colle peut se ramollir en cas de très forte chaleur (par exemple en freinant lors de longues descentes, en particulier avec des jantes en aluminium) et que le pneu peut ainsi se détacher de la jante. La valve peut alors se déchirer ou le pneu se détacher de la jante. C'est ce qui est arrivé au cycliste professionnel Joseba Beloki lors de la neuvième étape du Tour de France 2003, lorsque le pneu s'est détaché de la roue arrière et que Beloki a chuté lourdement.